# Antitrogus robertsi
Antitrogus robertsi är en skalbaggsart som beskrevs av Britton 1978. Antitrogus robertsi ingår i släktet Antitrogus och familjen Melolonthidae. Inga underarter finns listade i Catalogue of Life.